# Fjord
För fjord i beteckningen identifierbart öppet vatten, som i Hakefjorden, se fjärd

Geirangerfjorden i Norge.

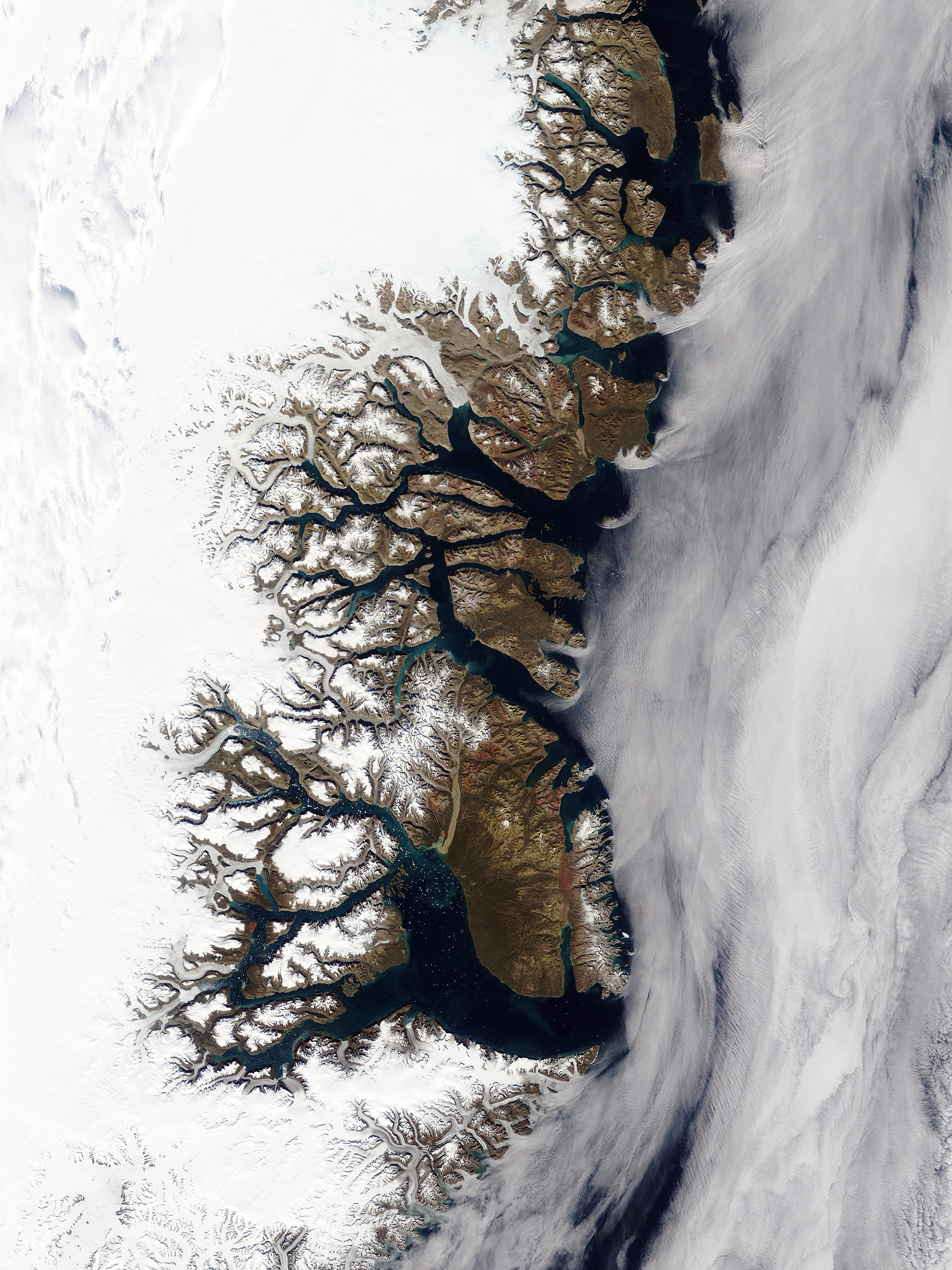
Den fraktala kustlinjen på östra Grönland med sina många fjordar. Nederst i bild ses Scoresby Sund, världens längsta fjord.

Fjord definieras inom geologi och geografi som en lång, smal havsvik med branta klippsidor som skapats av glacialerosion. Det finns många fjordar utmed kusterna av Alaska, British Columbia, Chile, Grönland, Island, Kerguelen, Nya Zeeland, Norge, Labradorhalvön, Nunavut, Newfoundland och delstaten Washington. Om fjordmynningen mot havet är grundare än övriga fjorden kallas den för tröskelfjord.
I allmänt tal används dock ordet fjord för många olika former av långsmala vikar, och även för vissa kanaler, öppna vatten och insjöar. Detta har sin förklaring i ordets etymologiska likhet med fjärd. Oslofjorden, Limfjorden, fjordarna i Bohuslän (med undantag för Gullmarn och Idefjorden) och Västergötland och fjärdarna på svenska östkusten och i de svenskspråkiga områdena i Finland är inte fjordar utifrån den internationella geologiska definitionen.

## Etymologi
Ursprunget till ordet fjord finns i fornnordiskans fiordher och ferthu, som är nära besläktat med färd. En fjord är ett vattenområde som någon kan åka över för att komma till en viss plats. Den som åker över Lysefjorden kommer till Lyse och så vidare. Ett engelskt närbesläktat ord är ford (vadställe). Oxford är platsen där oxar korsade en flod. I Skottland finns det närbesläktade ordet firth som används på samma sätt som fjord i nordiska språk.
Idefjorden är ett bra exempel på hur fjordar namnsätts. I Norge har den två namn: Ringdalsfjorden respektive Iddefjorden. Namnet skiftar vid Halden. Den del av viken som går mot socknen Idd österut heter Iddefjorden och den del av viken som leder västerut mot Ringdal heter Ringdalsfjorden. På medeltiden hade orten Hälle förmodligen större betydelse och viken kallades då för Hällefjorden.
I Västsverige betecknar "fjord" ofta ett identifierbart öppet vattenområde som Hakefjorden mellan Tjörn och fastlandet och (innanför Vinga sand) Dana fjord, Hake fjord, Rivö fjord och Älvsborgsfjorden längs farleden in till Göteborg. I östra Sverige används ordet fjärd på ett liknande sätt för att beteckna vilken vik eller vilket öppet vattenområde som helst i en skärgård. Den svenska Östersjökustens längsta fjärd är Bråviken i Södermanland och Östergötland. En rad städer längst landets ostkust såsom huvudstaden Stockholm men även bland annat Norrköping, Nyköping, Södertälje, Norrtälje och Hudiksvall ligger djupt inne i fjärdar längre än en mil. Detta påverkar även de lokala klimaten då kuststäder innanför fjärdarna har varmare somrar än vid det öppna havet tack vare kombinationen av land som ger värme på dagen och vatten som håller nätterna varmare. Som exempel är Stockholm trots sin nordliga position varmast i Sverige i juli. Den svenska ostkustens längre infjärdar börjar vid Västervik in till Gamleby och täcker en stor del av kustlinjen. Norr om Höga kusten i mellersta Norrland övergår vattendragen vid kusten från fjärdar till renodlade älvar med smalare inlopp. Flera älvar mynnar dock söder om Kramfors, vilket gör övergången gradvis. Ordet kan i Norge och angränsande delar av Sverige även beteckna en långsmal insjö, som i Tyrifjorden och Glafsfjorden. 
Etymologiskt sett är orden fjord och fjärd identiska; skillnaden är från början bara olika uttal av samma ord i olika dialekter. Det första ordet används längs Sveriges västkust (som, sånär som på den korta Västergötlandsdelen, var dansk-norsk före 1658), och i Norge och Danmark. Det senare ordet används i östra Sverige men kan där också vara av betydelsen havsvik.
Gränsen mellan de olika dialektområdena går genom Blekinge – i östra Blekinge kallas vikarna fjärdar och i västra fjordar. Vierydsfjorden strax väster om Ronneby är landets ostligaste fjord och Ronnebyfjärden några kilometer väster därom, söder om Ronneby, är den västligaste fjärden.

## Tröskelfjord

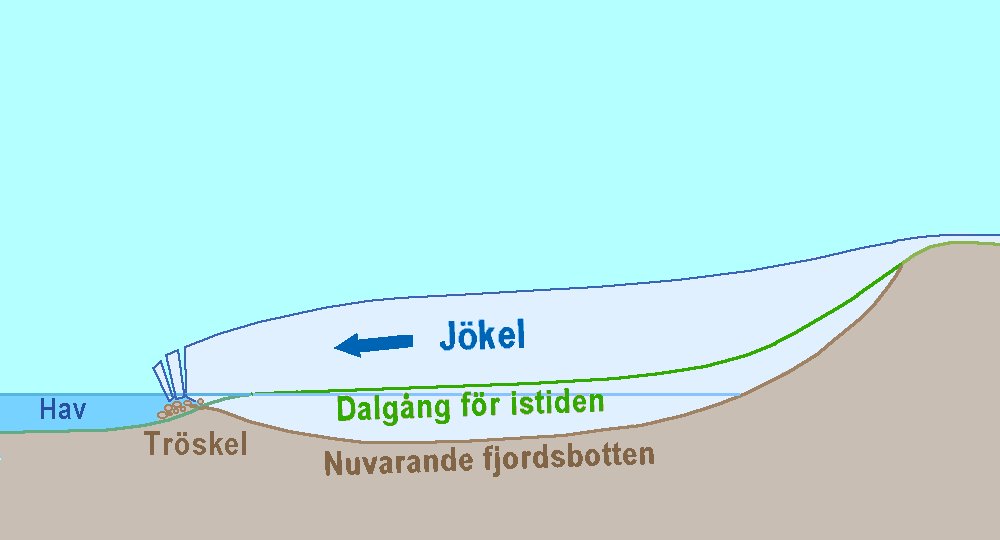
Fjordens bildning

Tröskelfjord kallas en fjord som är grundare vid mynningen än längre in. Detta skapar förutsättningar för en unik marin miljö.
Benämningen används vanligen om havsvikar vid Norges och Islands kuster, ibland även andra vikar och vatten i anslutning till hav, företrädesvis i Norden. Jämför till exempel den inre delen Oslofjorden (innanför Drøbak) och Gullmarn. En annan svensk tröskelfjord är Idefjorden.
Gullmarsfjorden är Sveriges mest utpräglade tröskelfjord med ett genomsnittligt djup på 20–40 meter vid mynningen och ett största uppmätt djup på 118,5 meter. Östersjöns enda tröskelfjord är Ångermanälvens utlopp där de sista 35 kilometerna geologiskt är en fjord som är cirka 20 meter djup vid mynningen och 100 meter som djupast.
Norges djupaste fjord Sognefjorden når 1308 meter.
Tröskelfjordens karaktäristiska morfologi har uppkommit genom avsmältning av en glaciärtunga som har legat i direkt kontakt med ett större vatten, ofta ett hav. I takt med att isen smälte avsattes sediment framför iskanten och den typiska fjordtröskeln bildades (jämför ändmorän). Alternativt har den yttre delen av istungan lyfts upp av vattnet och erosionen har minskat och därför lämnat kvar en tröskel av icke borteroderad berggrund.
På grund av fjordens morfologi och vattnets saltvattenskiktning kan många djur som egentligen lever på djupare vatten klara av att leva i den grundare fjorden. En tröskelfjord har ibland ett djupområde med begränsat vattenutbyte. Under vissa förhållanden kan det uppstå syrebrist i fjordens djupområden.
Sverige har bara ett begränsat antal fjordar som uppfyller den geologiska definitionen för en fjord, det vill säga en vik med en tröskel och en djuphåla.

## De längsta fjordarna i världen
- Scoresby Sund på Grönland (350 km)
- Sognefjorden i Norge (203 km)
- Hardangerfjorden i Norge (179 km)